# Полисексуальность

Флаг полисексуалов

Символ полисексуалов

Полисексуальность — сексуальная ориентация, подразумевающая влечение к нескольким гендерам:281—287. Люди, идентифицирующие себя как полисексуалы, испытывают влечение к двум и более, но не ко всем гендерам (как пансексуалы), и не только к мужчинам и женщинам (как в случае с бисексуалами).

## Отличия от похожих терминов
Основным отличием полисексуальности от пансексуальности является факт того, что для пансексуальных людей при выборе потенциального партнера пол и гендер не имеют значения, в то время как полисексуалы всё же имеют определённого рода предпочтения. К примеру, полисексуальный человек может испытывать влечение к людям всех гендеров, кроме цис-мужчин.
В то же время основным отличием полисексуальности от бисексуальности является небинарность термина. В то время как большинство людей понимают под бисексуальностью комбинацию гомо- и гетеросексуальности, то есть влечение как к мужскому, так и к женскому полу, полисексуальность затрагивает широкий градиент небинарных гендерных идентичностей и не имеет непосредственного отношения к биологическому полу.
Полисексульность следует отличать от полиамории и полигамии, так как она не означает желание человека иметь любого рода связь с несколькими людьми предпочитаемых гендеров одновременно.

## Распространение и употребление термина
Полисексуалами себя идентифицируют чаще всего люди, чей гендер лежит вне бинарной системы, или состоящие в отношениях с иными. Полисексуальных людей могут привлекать трансгендерные люди, агендеры, бигендеры, интерсекс-люди и/или гендерквиры. Несмотря на это, полисексуальность не подразумевает обязательного влечения только к небинарным людям, хотя может таковой являться.